# Litsea monopetala
Litsea monopetala H.W.Li – gatunek rośliny z rodziny wawrzynowatych (Lauraceae Juss.). Występuje naturalnie w Pakistanie, Indiach, na Sri Lance, w Nepalu, Mjanmie, Tajlandii, Wietnamie oraz południowych Chinach (w prowincji Guangdong, południowej części Junnanu, południowo-zachodniej części Kuejczou oraz w regionie autonomicznym Kuangsi). Ponadto został naturalizowany na Maskarenach. 

## Morfologia
PokrójZimozielone drzewo dorastające do 18 m wysokości. Gałęzie są silnie owłosione.
LiścieNaprzemianległe. Mają kształt od owalnego do podłużnie owalnego. Mierzą 8–20 cm długości oraz 4–12 cm szerokości. Są owłosione od spodu. Nasada liścia jest ostrokątna. Blaszka liściowa jest o tępym wierzchołku. Ogonek liściowy jest owłosiony i dorasta do 10–30 mm długości.
KwiatySą niepozorne, jednopłciowe, zebrane po 4–6 w baldachy, rozwijają się w kątach pędów. Okwiat jest zbudowany z 5–6 listków o lancetowatym kształcie i białożółtawej barwie. Kwiaty męskie mają 9 owłosionych pręcików.
OwoceMają podłużnie jajowaty kształt, osiągają 7 mm długości i 5 mm szerokości.

## Biologia i ekologia
Roślina dwupienna. Rośnie w widnych lasach oraz zaroślach. Występuje na wysokości do 1500 m n.p.m. Kwitnie od listopada do czerwca, natomiast owoce dojrzewają od czerwca do lipca. 
Kwiatami i owocami tego gatunku żywi się aleksandretta obrożna.